# Kleine Keulenmuschel

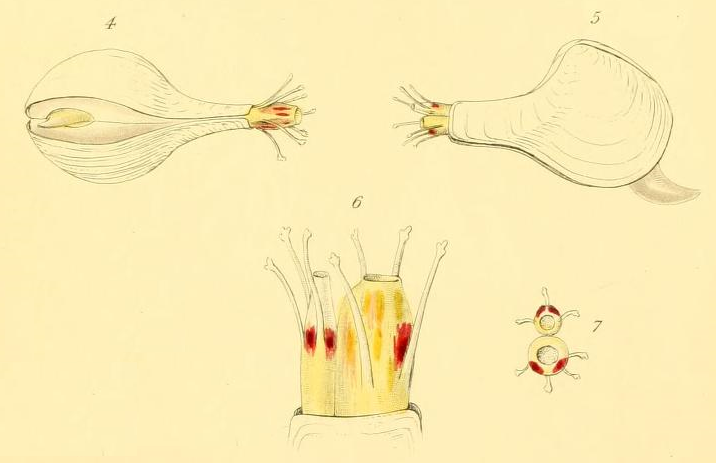
Tier mit Siphonen und Tentakeln um die Öffnungen der Siphonen

Die Kleine Keulenmuschel (Cuspidaria cuspidata) ist eine Muschel-Art aus der Familie der Keulenmuscheln (Cuspidariidae).

## Merkmale
Das gleichklappige, stark aufgeblähte Gehäuse wird bis zu 20 mm (Nordsieck: bis 18 mm) lang. Der Gehäusekörper ist im Umriss schief-eiförmig oder elliptisch. Hinten ist er zu einem langen, röhrenförmigen „Schnabel“ (Rostrum) ausgezogen. Das Ende des Rostrums ist senkrecht zur Längsachse trunkiert. Bezogen auf den eigentlichen Gehäusekörper ist das Gehäuse fast gleichseitig, die Wirbel sind nur wenig vor der Mittellinie, und außerdem etwas höher als lang. Den Schnabel mit einbezogen ist das Gehäuse aber deutlich länger als hoch. Der Vorderrand ist gerade und fällt steil ab. Der Ventralrand ist weit ausgebogen. Der Dorsalrand ist kurz und fällt zum Rostrum steil ab. Das Rostrum ist vergleichsweise kurz. Der dorsale Rand des Rostrums ist gerade und fällt flach nach hinten ab. Der ventrale Rand ist deutlich konkav gewölbt und setzt sich in einen deutlichen Sulcus zwischen Gehäusekörper und Rostrum fort. Die vergleichsweise aufgeblähten Wirbel sind kräftig entwickelt. Das Ligament ruht in beiden Klappen auf einem elliptischen Chondrophor. In der rechten Klappe steht der Chondrophor über die Schlossplatte vor, in der linke Klappe steht er hinter der Schlossplatte. In der rechten Klappe ist ein langer, hinterer Lateralzahn vorhanden, der in der linken Klappe in eine Längsgrube unterhalb der Schlossplatte greift. Es ist ein vorderer und ein hinterer Schließmuskel vorhanden. Die Mantellinie ist deutlich sichtbar, die Mantelbucht ist jedoch nur flach.
Die schmutzig-weißliche Schale ist dünn und zerbrechlich. Sie ist aragonitisch mit einer homogenen inneren Lage und einer homogenen äußeren Lage. Das bräunliche Periostracum ist oft zerfurcht mit anhängendem Sediment. Die Ornamentierung besteht aus mehr oder weniger stark ausgeprägten, randparallelen Anwachsstreifen, die am hinteren Ende und an den Gehäuserändern etwas gröber sind. Innen ist die Schale weißlich, gelegentlich mit einer bläulichen Tönung. Der innere Gehäuserand ist glatt.
Die Siphonen sind vergleichsweise kurz und vom röhrenförmigen Schnabel wenigstens teilweise geschützt. Die Öffnungen der Siphonen tragen lange Tentakel, deren Enden sich in fingerförmige Fortsätze teilen. Die Kiemen sind muskulöse Septen, die den hinteren Teil der Mantelhöhle verschließen. Die Septen sind durch fünf Paare von Poren durchlässig. Die Tiere sind getrenntgeschlechtlich.

## Ähnliche Arten
Die Kleine Schnabelmuschel (Cuspidaria cuspidata) ist kleiner, kürzer und breiter geschnäbelt als Cuspidaria rostrata. Der Vorderrand fällt steiler ab und der Ventralrand ist mehr gerundet. Die Wirbel sind kleiner, aber stärker gebläht.

## Geographische Verbreitung und Lebensraum
Das Verbreitungsgebiet im Ostatlantik erstreckt sich von Norwegen bis nach Angola. Sie kommt auch in den Gewässern um Madeira und im Mittelmeer vor.
Die Tiere leben halb eingegraben in schlammigen und sandig-schlammigen Böden in Wassertiefen von etwa 20 Metern bis zum oberen Schelf. Nordsieck (1969) gab eine Tiefenverbreitung von 30 bis 1650 Meter, Allen & Morgan (1981) sogar von 20 bis 1850 Meter.
In den geeigneten Lebensräumen sind die Tiere relativ häufig.

## Ernährung
Wie andere Keulenmuscheln ernährt sich auch Cuspidaria cuspidata als Fleischfresser von kleinen Krebstieren und Würmern. In Anpassung an diese Ernährungsweise besitzt sie wie andere Septibranchia ein muskulöses Septum, das die Mantelhöhle in zwei Kammern teilt. Melden die sensorischen Tentakel eine entsprechende Bewegung, wird die Beute durch Kontraktion des Septums mit einem kräftigen Wasserstrom durch den in Richtung Beute ausgefahrenen Einstromsipho in die Mantelhöhle eingesaugt, wo sie vom großen trichterförmigen Mund aufgenommen wird.

## Taxonomie
Das Taxon wurde 1792 von Giuseppe Olivi in der Form Tellina cuspidata erstmals beschrieben. Es ist de facto die Typusart der Gattung Cuspidaria Nardo, 1840, die die formelle Typusart Cuspidaria typus Nardo, 1840 ein jüngeres Synonym von Tellina cuspidata Olivi, 1792 ist. Weitere Synonyme sind: Anatina brevirostris Brown, 1829, Neaera crassa Monterosato, 1880, Neaera cuspidata var. cinerea Jeffreys, 1865 und Neaera cuspidata var. curta Jeffreys, 1865.

## Belege

### Online
- Marine Species Identification Portal M.J. de Kluijver, S.S. Ingalsuo & R.H. de Bruyne: Mollusca of the North Sea: Cuspidaria cuspidata (Olivi, 1792)
- Marine Bivalve Shells of the British Isles: Cuspidaria cuspidata (Olivi, 1792) (Website des National Museum Wales, Department of Natural Sciences, Cardiff)
- The Conchological Society of Great Britain and Ireland: Cuspidaria cuspidata (Olivi, 1792)